# غفار اسماعیلی
غفار اسماعیلی نماینده اصولگرای هشترود و چاراویماق (استان آذربایجان شرقی) در مجالس سوم چهارم، هفتم و هشتم است.
هشترود در استان آذربایجان شرقی واقع شده است.
متولد ۱۳۳۲ در یک منطقه روستایی به نام آق داغ منتهی الیه هشترود و چاراویماق ، یعنی آخرین روستای هشترود و از آنطرف اولین روستای چاراویماق می باشد. در یک خانواده کشاورز بزرگ شده و اعتقاد راسخ و محکمی بر مبانی اسلام و انقلاب دارد.دارای مدرک لیسانس فیزیک از دانشگاه تبریز و از کارشناسی ارشد خود دفاع نکرده است . در آموزش و پرورش استخدام شده و طول خدمت ایشان در آنجا ۶ و ۷ سال بود که یک سال آن را تدریس کرده و و ما بقی را مدیر بوده است و بعد از آن در مسئولیت های ملی در خدمت گذاری حاضر بوده است.در دور سوم و چهارم نماینده مجلس و سپس مشاور وزیر در انرژی های نو کشور؛رئیس سازمان انرژی های نو کشور؛رئیس سازمان انرژی ژئوترمال کشور؛حدودا ۲۷ ماه بعد از آن حسابرس کل کشور در دیوان محاسبات؛ناظر بر چاپ اوراق بهادار کشور و مجددا بعد از هشت سالی که در این سمت ها بوده،در دوره های هفتم و هشتم نماینده مردم هشترود و چاراویماق در مجلس شده است و بعد از آن نیز به‌عنوان رییس صندوق توسعه ی ملی و سپس عضو هیئت مدیره موظف شهرک های صنعتی کشور تا امروز فعالیت داشته است.

## پانوی
باشگاه خبرنگاران جوان
1. ↑  غفار اسماعیلی درایسنا:تحول اقتصادی اجتناب‌ناپذیر است [پیوند مرده] (ایسنا،۲۴ تیر ۱۳۸۷)